# Peter Georg Bang
Pour les articles homonymes, voir Bang.
Peter Georg Bang (7 octobre 1797 - 2 avril 1861) est un juriste et un homme d'État danois, professeur de droit romain à l'université de Copenhague. Il a été le 4e Premier ministre du Danemark de 1854 à 1856. Il a également été ministre de l'intérieur à plusieurs reprises.

## Biographie
Bang est né à Copenhague, au Danemark. Ses parents sont Jacob Hansen Bang (1770-1841) et Anna Cathrine Sophie Østrup (1779-1820). Il est entré à l'école latine de Frederiksborg en 1813, a obtenu la licence en droit en 1816 et le titre de docteur en droit en 1820. Il est professeur de droit romain à l'université de Copenhague et, de 1836 à 1845, il est directeur de la Danmarks Nationalbank. En 1845, il est nommé adjoint au Trésor national (Rentekammeret).
Sa fille, Ville Bang (1848-1932), devient une peintre et un professeur d'art reconnu.
Bang devient commandeur de l'Ordre du Dannebrog en 1847 et est décoré de la Grand-Croix en 1854. Il meurt en 1861 et est enterré au cimetière Assistens de Copenhague.

## Distinctions
Grand-croix de l'ordre de Dannebrog

## Sources
- (en) Cet article est partiellement ou en totalité issu de l’article de Wikipédia en anglais intitulé « Peter Georg Bang » (voir la liste des auteurs).